# Liste der Kulturdenkmäler in Queichheim
In der Liste der Kulturdenkmäler in Queichheim sind alle Kulturdenkmäler im Stadtteil Queichheim der rheinland-pfälzischen Stadt Landau in der Pfalz aufgeführt. Grundlage ist die Denkmalliste des Landes Rheinland-Pfalz (Stand: 6. November 2023).

## Einzeldenkmäler
| Bezeichnung                                | Lage                                            | Baujahr                           | Beschreibung | Bild                           |
| ------------------------------------------ | ----------------------------------------------- | --------------------------------- | --- | ------------------------------ |
| Protestantische Pfarrkirche                | Herwartgasse 1 Lage                             | 1769–71                           | spätbarocker Saalbau, 1769–71, Teile der alten Kirchhofmauer                                                                 | weitere Bilder Fotos hochladen |
| Katholische Pfarrkirche Mariae Himmelfahrt | Queichheimer Hauptstraße 82 Lage                | 1925/26                           | Heimatstilbau mit Mischformen aus Neubarock und Neuklassizismus, 1925/26, Architekt Albert Boßlet; zugehörig Pfarrhaus, 1914 | weitere Bilder Fotos hochladen |
| Michael-Ende-Schule                        | Queichheimer Hauptstraße 84 Lage                | 1882                              | anspruchsvoller spätklassizistischer Walmdachbau, bezeichnet 1882                                                            | Fotos hochladen                |
| Dorfgemeinschaftshaus                      | Queichheimer Hauptstraße 85 Lage                | um 1900                           | spätgründerzeitlicher Walmdachbau, um 1900                                                                                   | Fotos hochladen                |
| Hofpforte                                  | Queichheimer Hauptstraße, an Nr. 88 Lage        | 1578                              | Hofpforte, bezeichnet 1578                                                                                                   | Fotos hochladen                |
| Inschrifttafel                             | Queichheimer Hauptstraße, an Nr. 91 Lage        | um 1800                           | Inschrifttafel, um 1800 | Fotos hochladen                |
| Wohnhaus                                   | Queichheimer Hauptstraße 127 Lage               | 1819                              | nachbarocker Krüppelwalmdachbau, bezeichnet 1819                                                                             | Fotos hochladen                |
| Hofanlage                                  | Queichheimer Hauptstraße 129 Lage               | erste Hälfte des 19. Jahrhunderts | Hofanlage, erste Hälfte des 19. Jahrhunderts; Wohnhaus bezeichnet 1829 (Bild), Fachwerk-Nebengebäude                         | Fotos hochladen                |
| Katholische Kirche St. Josef               | Queichheimer Hauptstraße 235 Lage               | 1925/26                           | ehemals St. Paulusstift; zweischiffige Kirche, barockisierender Heimatstil, teilweise expressionistische Motive, 1925/26     | Fotos hochladen                |
| Kriegerdenkmal                             | Queichheimer Hauptstraße, auf dem Friedhof Lage | um 1920                           | Kriegergedächtnisdenkmal, Betonstele, um 1920, mit flankierenden Eiben als Ehrenhain                                         | Fotos hochladen                |